# クリぼっちONE DAY!!
「クリぼっちONE DAY!!」（クリぼっちワン・デイ!!）は、日本の女性アイドルグループたこやきレインボーの5枚目のシングル。2015年12月16日にSTARDUST RECORDSから発売された。

## 概要
CDのみのまいど!盤、おおきに!盤、関西限定盤とDVDが付いた会場限定盤の4形態で発売された。

## 収録内容

### まいど!盤
CD
1. クリぼっちONE DAY!!
作詞：Jam9、作曲：Jam9・ArmySlick
2. なにわもジングルベル
作詞：MiNE、作曲：MiNE・Atsushi Shimada
3. めっちゃPUNK
作詞・作曲：浅利進吾

### おおきに!盤
CD
1. クリぼっちONE DAY!!
2. なにわもジングルベル
3. たのしかしまし大阪〜おいでやす〜
作詞・作曲：奥村愛子

### 関西限定盤
CD
1. クリぼっちONE DAY!!
2. なにわもジングルベル
3. ナンバでサンバ2
作詞・作曲：前山田健一

### 会場限定盤
CD
1. クリぼっちONE DAY!!
2. なにわもジングルベル

DVD
1. クリぼっちONE DAY!!「MUSIC VIDEO」
2. クリぼっちONE DAY!!メイキング映像

## リリース日一覧
| 地域 | リリース日     | レーベル                 | 規格                 | カタログ番号              |
| ---- | -------------- | ------------------------ | -------------------- | ------------------------- |
| 日本 | 2015年12月16日 | SDR（ STARDUST RECORDS） | マキシシングル（CD） | ZXRC-1042（まいど！盤）   |
| 日本 | 2015年12月16日 | SDR（ STARDUST RECORDS） | マキシシングル（CD） | ZXRC-1043（おおきに！盤） |
| 日本 | 2015年12月16日 | SDR（ STARDUST RECORDS） | マキシシングル（CD） | ZXRC-1044（関西限定盤）   |
| 日本 | 2015年12月16日 | SDR（ STARDUST RECORDS） | CD+DVD               | ZXRC-1045（会場限定盤）   |